# HC Dukla Senica
HC Dukla Senica je slovenský hokejový klub založený roku 1989.

## Historie
Hokejový klub ze Senice byl založen v roce 1989 pod názvem VTJ Senica, který hned svojí první profesionální sezónu vyhrál v krajském hokejovém přeboru a postoupil do 2. Slovenské národní ligy kde hrával dva roky, poté postoupil do 1. slovenské národní ligy následovník dnešní 1. slovenská liga. Od sezóny 1993/94 v 1. slovenské lize nevynechali žádnou sezónu.
Před sezonou 2016/2017 vedení HC Dukla zaprodalo svoje město a prodalo licenci do sousedního města Skalice. V sezóně 2016/17 poprvé za 24 let Dukla Senica nestartuje v žádné soutěži. Až do roku 2022, kdy byla vzkříšena HC Dukla Senica od sezóny 2022/23, kde začne 2. ligou.

## Názvy klubu
- 1989 - VTJ Senica
- 1994 - HC Dukla Senica
- 1995 - HC Dukla Nafta Senica
- 1997 - HC Dukla Senica
- 2000 - HC Dukla Inpro Senica
- 2002 - HC Dukla Senica
- 2003 - HC Dukla KAV Hurban Senica
- 2004 - HC Dukla Senica

## Umístění: v 2. SNHL / v 1. SNHL / v 1. slovenské hokejové lize
| Sezona    | ZČ (A, západ) / Umístění v ZČ | Počet bodů v ZČ | Umístění celkově | Kapitán          | Hlavní trenér                          |
| --------- | ----------------------------- | --------------- | ---------------- | ---------------- | -------------------------------------- |
| 1990/1991 | 1.                            | 32              | Bronzová medaile | Juraj Kledrowetz | Svatopluk Kosík                        |
| 1991/1992 | 2.                            | 22              | Zlatá medaile    | David Břída      | Svatopluk Kosík                        |
| 1992/1993 | 10.                           | 24              | 10.              | doplnit          | Svatopluk Kosík a Miloš Paulovič       |
| 1993/1994 | 5.                            | 30              | 5.               | Juraj Jakubík    | Svatopluk Kosík a Roman Líška          |
| 1994/1995 | 5.                            | 45              | 5.               | doplnit          | Alois Miklík a Ján Valúch              |
| 1995/1996 | 6.                            | 45              | 8.               | doplnit          | Alois Miklík a Ján Valúch              |
| 1996/1997 | 9.                            | 27              | 6.               | doplnit          | Miroslav Kimiján a Andrej Rajčák       |
| 1997/1998 | 4.                            | 55              | 4.               | doplnit          | Dušan Gregor a Pavol Anderle           |
| 1998/1999 | 7.                            | 20              | 7.               | doplnit          | Vladimír Hiadlovský                    |
| 1999/2000 | 11.                           | 20              | 11.              | doplnit          | Richard Turaz a Vladimír Hiadlovský    |
| 2000/2001 | 6.                            | 40              | 6.               | doplnit          | Dušan Žiška                            |
| 2001/2002 | 2.                            | 55              | Stříbrná medaile | doplnit          | Slavomír Chlebec a Dušan Žiška         |
| 2002/2003 | 6.                            | 42              | 6.               | doplnit          | Jaroslav Lehocký a Pavel Klečko        |
| 2003/2004 | 8.                            | 48              | 8.               | doplnit          | Svatopluk Kosík                        |
| 2004/2005 | 8.                            | 66              | 8.               | doplnit          | Slavomír Chlebec                       |
| 2005/2006 | 9.                            | 61              | 9.               | doplnit          | Jaroslav Lehocký                       |
| 2006/2007 | 8.                            | 71              | 8.               | doplnit          | Róbert Kaláber                         |
| 2007/2008 | 4.                            | 80              | 5.               | Eduard Šimek     | Róbert Kaláber                         |
| 2008/2009 | 10.                           | 59              | 8.               | Eduard Šimek     | Roman Straka                           |
| 2009/2010 | 13.                           | 34              | 13.              | Eduard Šimek     | Slavomír Chlebec a Vladimír Hiadlovský |
| 2010/2011 | 9.                            | 52              | 9.               | Martin Ondrovič  | Vladimír Hiadlovský a Andrej Rajčák    |
| 2011/2012 | 7.                            | 39              | Bronzová medaile | Marek Mikušovič  | Pavel Klečko                           |
| 2012/2013 | 1.                            | 104             | 5.               | Ľubomír Vaškovič | Pavel Klečko a Stanislav Beťko         |
| 2013/2014 | 2.                            | 94              | 5.               | Ľubomír Vaškovič | Pavel Klečko a Andrej Rajčák           |
| 2014/2015 | 6.                            | 64              | 7.               | Marek Mikušovič  | Pavel Klečko                           |
| 2015/2016 | 7.                            | 55              | 8.               |                  | Pavel Klečko                           |
| 2022/2023 | 2.                            | 26              | 6.               |                  | Martin Ondrovič                        |